# Gare de Port Kent
La  gare de Port Kent est une gare ferroviaire des États-Unis située à Port Kent dans l'État de New York; elle est desservie par l'Adirondack d'Amtrak, train circulant entre Montréal et New York.

## Service des voyageurs

### Accueil
La gare est située sur la rive ouest du Lac Champlain et n'est ouverte que de mai à octobre lorsque les ferries sont en circulation entre Port Kent et Burlington.

### Desserte
Elle est desservie par une liaison longue-distance Amtrak :
- L'Adirondack: Montréal - New York